# Abhörgerät
Ein Abhörgerät (umgangssprachlich auch Wanze) ist ein Gerät zur akustischen Verfolgung von Vorgängen aller Art. Abhörgeräte können zum Beispiel in der Tierforschung verwendet werden, um die von ihnen wiedergegebenen Laute ohne störende körperliche Anwesenheit zu verfolgen. Eine zur Überwachung von Kleinkindern eingesetzte Form wird als Babyfon bezeichnet.
Die bekannteste Form des Abhörgerätes sind allerdings Geräte zum Abhören nicht-öffentlich gesprochener Worte. Solche Geräte müssen nicht unbedingt über ein Mikrofon verfügen, sondern können auch mittels Überwachung von Telefonleitungen und Funkfrequenzen arbeiten.

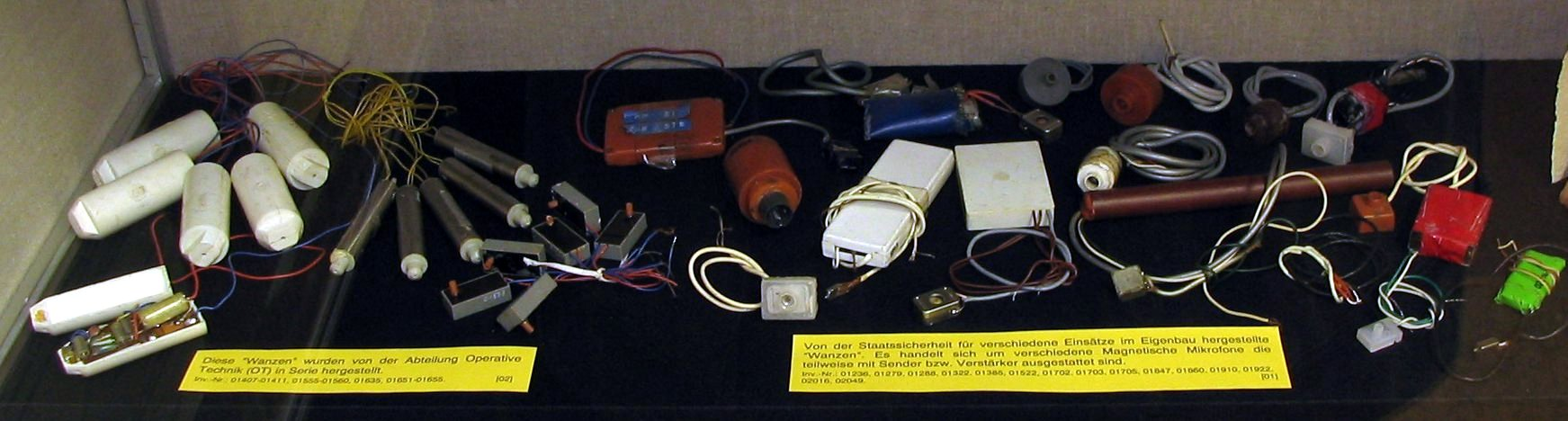
Vom MfS für verschiedene Zwecke hergestellte Wanzen mit magnetischen Mikrofonen und teilweise mit Sender oder Verstärker.

## Rein akustische Abhörgeräte

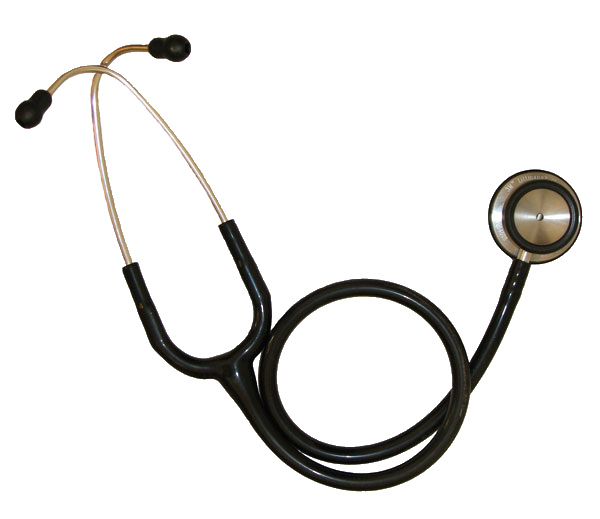
Stethoskop für medizinische Zwecke

Rein akustische Abhörgeräte bestehen häufig aus einem Trichter, den man ans Ohr hält und auf das Ziel ausrichtet. Sie ermöglichen das akustische Verfolgen entfernter Vorgänge. Für nahe Vorgänge lässt sich zum Beispiel ein Stethoskop verwenden.

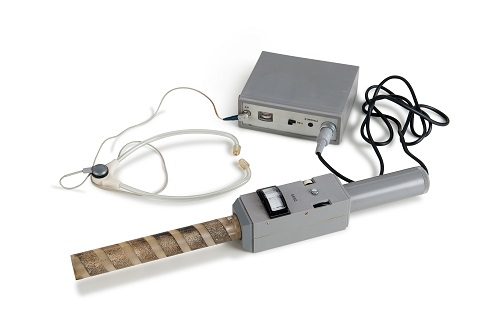
Wanzensuchgerät aus den Beständen des Ministeriums für Staatssicherheit der DDR. Sammlung Deutsches Spionagemuseum

## Elektroakustische Abhörgeräte

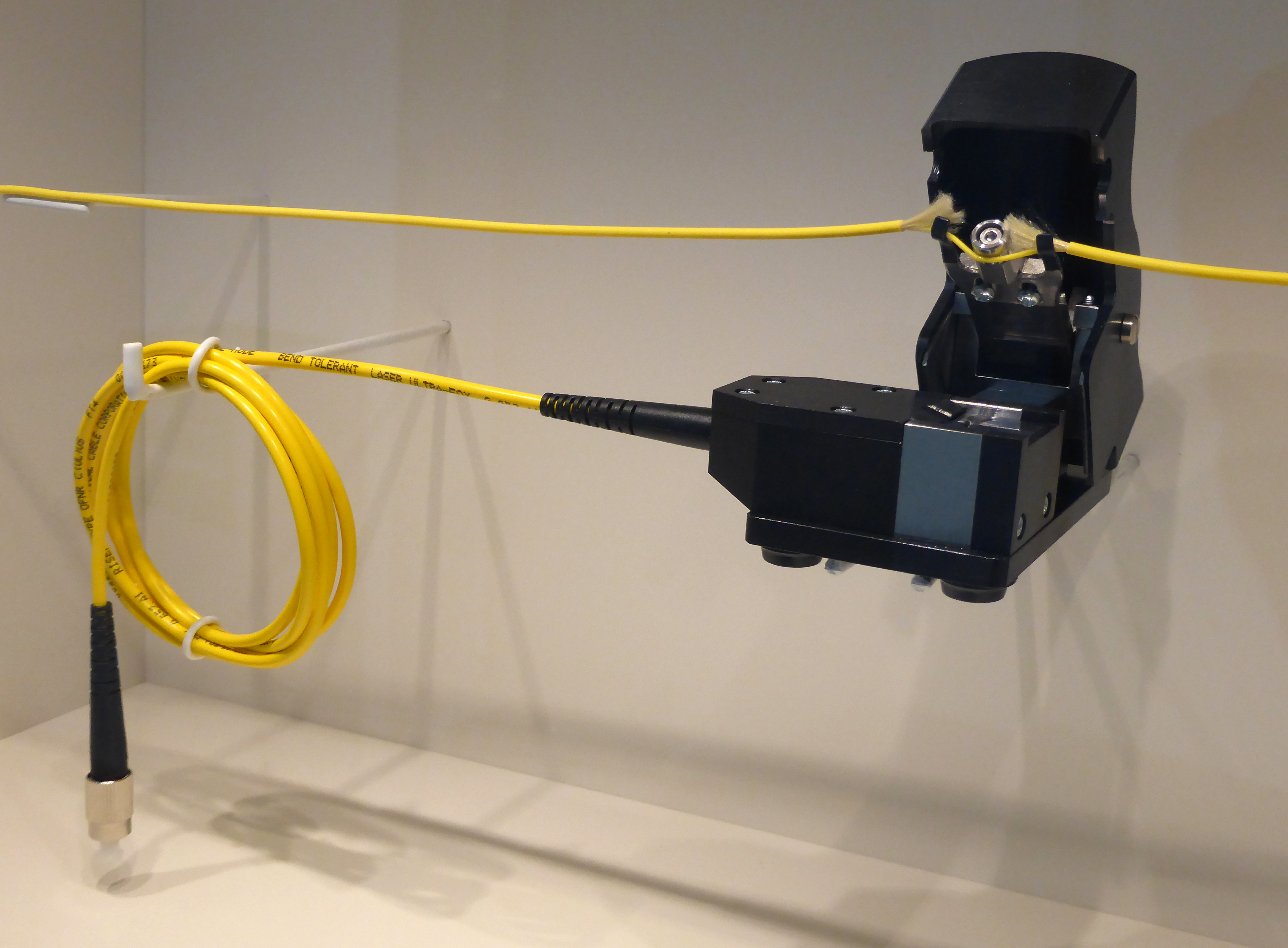
Biegekoppler an einem Glasfaserkabel (Coupler-Methode)

Bei elektroakustischen Abhörgeräten wird ein Mikrofon zur Aufnahme des Schallsignals verwendet. Dieses wird entweder über ein Kabel (auch über Trägerfrequenzanlagen), eine Funkverbindung oder auch über eine optoelektronische Verbindung zum Empfänger übertragen. Im Gegensatz zu drahtgebundene Abhörgeräten bringen Funkwanzen den Nachteil mit sich, dass sie sich mit Wanzensuchgeräten aufspüren lassen. Drahtgebundene Systeme werden im Regelfall nur dann verwendet, wenn die Abhöranlage eine dauerhafte Installation ist und sich die Räumlichkeiten in der Gewalt des Abhörers befinden. 
Drahtlose Abhöranlagen werden häufig zum Ausspionieren verwendet. Als Funkfrequenzen werden meist VHF- und UHF-Frequenzen verwendet.

## Optische Abhöranlagen
Lasermikrofone werden zum Abhören von Räumen benutzt. Dabei wird ein Laserstrahl auf ein Objekt im abzuhörenden Raum (meist ein Fenster) gerichtet, das durch die Schallwellen der im Raum gesprochenen Worte zum Schwingen angeregt wird. Aus dem vom Objekt reflektierten Strahl wird die Schallinformation rekonstruiert.

## Anlagen zum Abhören von Telefonleitungen
Telefonleitungen kann man anzapfen, wo sie als Freileitungen verlegt sind oder wo Zugang zu Geräten oder Kabelverzweigern besteht. Dabei wird üblicherweise das Nutzsignal induktiv eingekoppelt, wobei keine Knackstörung entsteht. Eine Knackstörung entsteht jedoch, wenn ein Fernmelder während einer Telefonverbindung ein Prüftelefon auf dieselbe Leitung schaltet.
Bereits in den frühen 1930er Jahren wurden Abhörwanzen in Telefonanlagen verwendet. So verwanzte die New Yorker Staatsanwaltschaft Bordelle von Lucky Luciano, um ihn überführen und 1936 anklagen zu können.
In den 1950er Jahren entdeckte der deutsche Ingenieur Horst Schwirkmann Abhörgeräte in der Telefonanlage der Deutschen Botschaft in Moskau.

## Abhören von Trägerfrequenzanlagen
Signale, die mit Hilfe von Trägerfrequenzanlagen (PLC-Anlagen) übertragen werden, können leicht mit Hilfe von Radioempfängern, welche die benutzten Frequenzbereiche empfangen können, in der Nähe der Leitung empfangen werden.

## Abhören von Funkfrequenzen
Funkfrequenzen können prinzipiell mit jedem Empfänger, der die zu überwachende Funkfrequenz empfangen kann, abgehört werden. Soll neben der reinen Sendeaktivität auch der Inhalt der Sendungen mitgehört werden, muss das Signal demoduliert und gegebenenfalls auch dekodiert werden.

## Rechtliches
Der reine Besitz und Betrieb akustischer Abhörgeräte ist in Deutschland nicht generell verboten. Dies gilt auch für drahtgebundene Anlagen, die nicht mit Hochfrequenz betrieben werden, etwa CB-Funkgeräte und Handys. Andere Geräte dürfen nur von Inhabern entsprechender Lizenzen benutzt werden oder ihr Betrieb ist gänzlich untersagt.
Allerdings ist es nach § 201a StGB strafrechtlich verboten, nicht-öffentliche Gespräche aufzuzeichnen (siehe Verletzung der Vertraulichkeit des Wortes).